# Mariampol Miasto (gmina)
Mariampol Miasto (1941–44 Mariampol) – dawna gmina wiejska w powiecie stanisławowskim województwa stanisławowskiego II Rzeczypospolitej. Siedzibą gminy było miasto Mariampol.

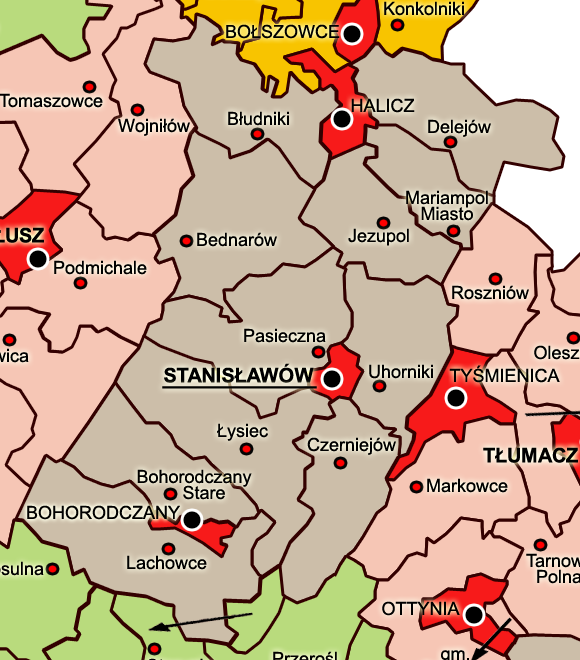
Mariampol Miasto w powiecie stanisławowskim

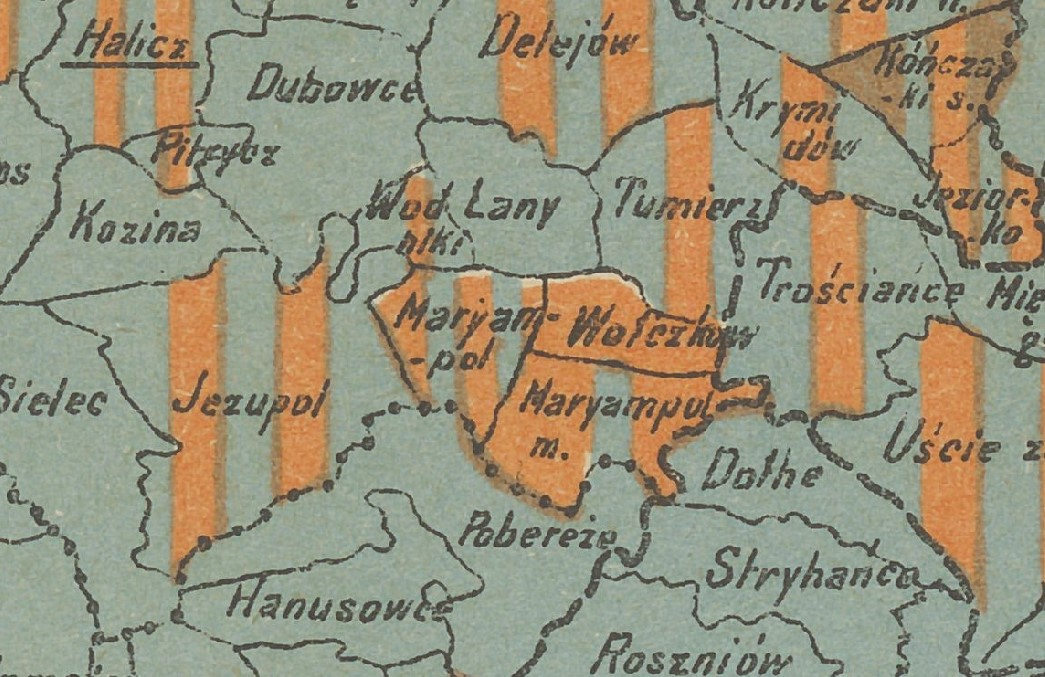
granice gmin tworzących Mariampol Miasto

Wg Podziału Administracyjnego Województwa Stanisławowskiego z dnia 1 października 1929 Powiat Stanisławów składał się z 73 gmin, między innymi: gminy Marjampol Miasto, gminy Marjampol Wieś oraz gminy Wołczków.
Gminę utworzono 1 sierpnia 1934 r. w ramach reformy na podstawie ustawy scaleniowej z dotychczasowych gmin wiejskich:  Dubowce, Łany, Marjampol Miasto, Marjampol Wieś, Wodniki i Wołczków. 
Wg spisu z 1931 wszystkie gminy, które utworzyły Mariampol Miasto zamieszkiwało łącznie 6768 osób.
W czasie II wojny światowej wg niemieckiego spisu z 1 marca 1943 liczba ludności w gminie wynosiła łącznie 6308 osób, w tym: Dubowce 2190, Łany 1020, Mariampol Miasto 626, Mariampol Wieś 917, Wodniki 377 i Wołczków 1178.
Po II wojnie światowej obszar gminy został odłączony od Polski i włączony do Ukraińskiej SRR, obwód iwanofrankiwski, rejon iwanofrankiwski, obecnie w gminie Dubowce. 